# Dronten
Dronten je obec a město u jezer Veluwemeer a Ketelmeer na východě nizozemské provincie Flevoland. Asi 20 km na západ od Drontenu se nachází hlavní město provincie Lelystad.

## Historie
Obec byla nově založena v roce 1972 a měla k 1. lednu 2024 podle údajů Centraal Bureau voor de Statistiek (CBS ) 44 337obyvatel. Zaujímá plochu 424 km², z toho 334 km² tvoří pevnina, která se využívá hlavně k zemědělským účelům. K obci patří kromě samotného Drontenu také vesnice Biddinghuizen a Swifterbant.
Díky poloze u jezera Veluwemeer je Dronten oblíbeným cílem turistů, proto se zde nachází mnoho kempů a míst pro volnočasové aktivity. Patří k nim také zábavní park v Biddinghuizenu.
Významnou budovou ve městě je hala De Meerpaal, která zahrnuje divadlo, kino a prostory pro pořádání různých akcí. Před městskou radnicí se tyčí vrtule na památku letců, kteří zahynuli za druhé světové války: Airgunussmonument.
V Drontenu je možné studovat na dvou vysokých školách: CAH Vilentum Hogeschool a Stoas Wageningen | Vilentum Hogeschool.
Roku 1994 se Dronten stal dějištěm Evropského skautského jamboree a roku 1995 se zde konalo 18. světové skautské jamboree.

## Starosta
Starostou je od roku 2019 Jean Paul Gebben z Volkspartij voor Vrijheid en Democratie (Lidové strany pro svobodu a demokracii – VVD).

## Znak
Ve znaku rozděleném na modré a zlaté pole se nahoře nachází stříbrná lilie a dole tři červené propletené kruhy. Větší prostřední kruh je překryt krátkým černým kolíkem se stříbrnou horní částí. Na erbovním štítu, který drží dva černí hřebci, spočívá zlatá koruna.

## Osobnosti
- Beitske Visser (* 1995), automobilová závodnice
- Hakim Zijach (* 1993), fotbalista